# Дорофеев, Николай Михайлович
Николай Васильевич Дорофеев (29 декабря 1950, Санкт-Петербург, СССР — 7 октября 1989, Санкт-Петербург, СССР) — советский футболист, нападающий.

## Биография
Родился 29 декабря 1950 в Санкт-Петербурге. Отец — Василий Алексеевич Дорофеев, работал электриком на заводе «Электросила». Мать — Анна Николаевна Дорофеева, домохозяйка.
В командах мастеров дебютировал в 1969 году — в составе ленинградского «Зенита» провёл пять матчей в чемпионате страны (выходил на замену в середине второго тайма) и один — в Кубке (был заменён в перерыве). Затем играл в командах второй лиги «Селенга» Улан-Удэ (1971—1973) и «Луч» Владивосток (1974—1976). В 1977—1978 годах играл в первенстве Ленинграда за «Красный треугольник».

## Смерть
Умер 7 октября 1989 года в Санкт-Петербурге.